# Opátka
Opátka (Hongaars: Szepesapátka) is een Slowaakse gemeente in de regio Košice, en maakt deel uit van het district Košice-okolie.
Opátka telt 88 inwoners.